# Wingding
Wingding est le seizième album de la série de bande dessinée Les Simpson, sorti le 5 octobre 2011, par les éditions Jungle. Il contient deux histoires : L'Artiste connu autrefois sous le nom de Bart et Mini-marché deviendra grand.